# Seznam tsunami

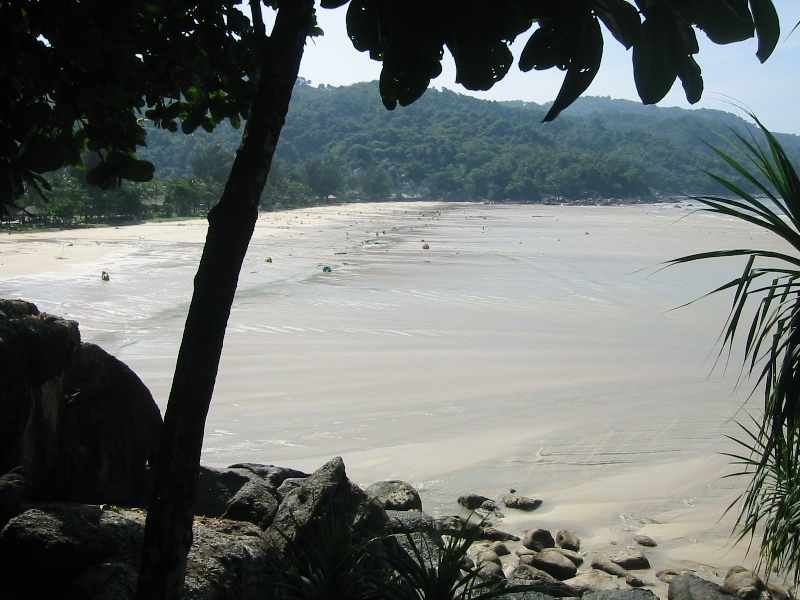
Příchod tsunami předchází výrazný ústup moře. 26. prosinec 2004, ostrov Phuket, Thajsko.

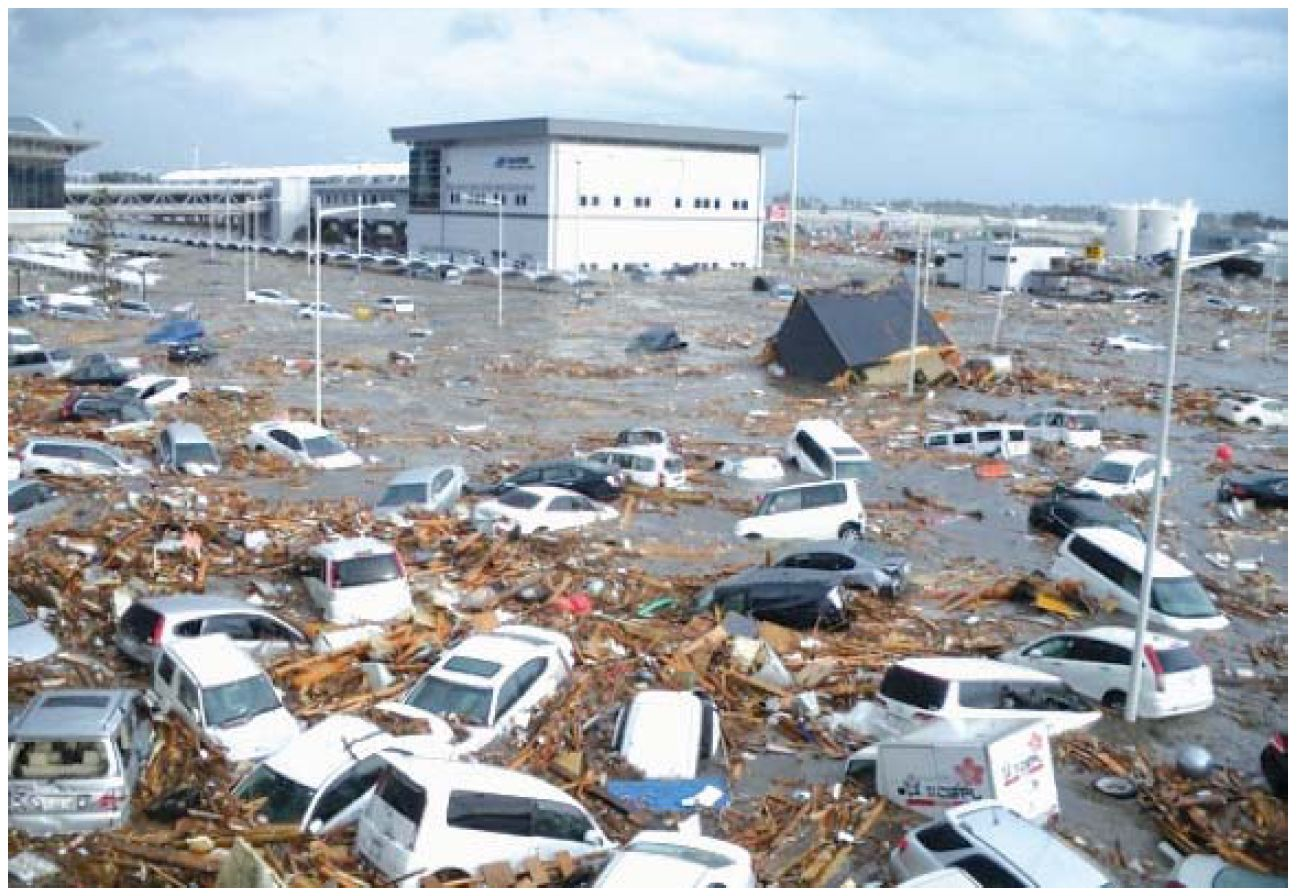
Vlnou zaplavené sendaiské letiště, ležící
1 km od pobřeží a 4 m nad úrovní moře.
11. březen 2011, Japonsko.

Seznam tsunami je sestupně seřazený chronologický seznam historických a novodobých tsunami.
Většina tsunami vzniká seismickou činností, kdy vertikálním pohybem části tektonické desky dojde k narušení vodního sloupce. Vzhledem k tomu, že 90% všech zemětřesení světa se odehrává v Tichém oceánu, bývá dějištěm nejčastějšího výskytu tohoto nebezpečného jevu. Tsunami se nicméně může zrodit v jakýmkoliv oceánu a moři. Výjimkou nejsou ani vnitrozemské vodní plochy, jako třeba jezera či přehradní nádrže. Další příčinou vzniku jsou sesuvy (hornin nebo ledovce), k nimž se řadí i podmořské sesuvy. Tsunami rovněž může vyvolat i sopečná činnost. Nestabilita vulkanického tělesa či průnik velkých pyroklastických proudů při mohutných erupcí byl v minulosti spouštěčem velmi vysokých vln, jež si vyžádaly desítky tisíc obětí. Velmi vzácně mohou tsunami generovat také impakty planetek či komet, nicméně za existenci lidské civilizace se něco takového ještě nikdy neodehrálo.

## Seznam

### 2000–současnost
| Rok  | Místo               | Příčina                               | Výška (maximální výška) | Počet obětí | Popis |
| ---- | ------------------- | ------------------------------------- | ----------------------- | ----------- | --- |
| 2022 | Mexiko              | Zemětřesení                           | 1–1,2 m (1,75 m)        | 0           | Zemětřesení o síle 7,7 Mw dalo do pohybu malou vlnou tsunami, která zasáhla pobřeží Mexika a jihoamerického Ekvádoru, kde její výška činila 1,2 m. |
| 2022 | Filipíny            | Sesuv                                 | ?                       | 2           | Po vysokých úhrnech srážek po průchodu tropické bouře Megi došlo k sesuvu půdy. Vzniklé lokální tsunami udeřilo na obec Abuyog na východě země. |
| 2022 | Tonga               | Sopečná erupce                        | 1–2,5 m (15 m)          | 5           | Erupce ostrovní sopky Hunga Tonga, vyvolala 15. ledna tsunami, které bylo patrné až v jihoamerickém Peru, kde při výšce 2 m zabilo dvě osoby. Podle neoficiálních zdrojů mohly nejbližší ostrovy zaplavit vlny s výškou až 15 m. |
| 2021 | Moluky              | Podmořský sesuv vyvolaný zemětřesením | 0,5 m                   | 0           | Podmořské zemětřesení (5,9 Mw), poblíž ostrova Ambon v Indonésii zapříčinilo podmořský sesuv. O čtyři minuty později se na pobřeží objevila půl metru vysoká vlna. |
| 2021 | Jih Tichého oceánu  | Zemětřesení                           | 0,15–0,64 m (2,4 m)     | 0           | Navzdory magnitudě zemětřesení 8,1 Mw a evakuaci pobřežních oblastech Nového Zélandu a Norfolku, kde se očekávala až 3 metry vysoká vlna, nakonec dorazila jen půl metrová vlna. Na ostrově Raul, díky sesuvu místního útesu, měla výšku až 2,4 m. |
| 2020 | Egejské moře        | Zemětřesení                           | 2–4 m (6 m)             | 1           | Zemětřesení v Egejském moři 2020. 2–6 metrové tsunami zasáhlo řecké a turecké pobřeží nedaleko epicentra zemětřesení s magnitudem 7,0 Mw. Nejméně jeden člověk (v Turecku) se utopil. |
| 2018 | Sundský průliv      | Sesuv sopečného kuželu                | 2–5 m (13,4 m)          | 426         | Tsunami v Sundském průlivu 2018. 338 m vysoký sopečný kužel sopky Krakatoa se formoval již od 60. let 20. století. V roce 2018 však začal být nestabilní, neboť se rozkládal v bezprostřední blízkosti 250 m hluboké podmořské kaldery, zanechanou slavnou sopečnou erupcí z roku 1883. Ve 21:03, dne 22. prosince, došlo k jeho kolapsu. Objem přesunuté hmoty se odhaduje na 190 milionů m³. V prvních okamžicích vzniklo megatsunami s odhadovanou výškou 100–150 m. Ta však s rostoucí vzdáleností rychle klesala a přilehlé neobydlené vulkanické souostroví zasáhla při výšce 80 m. Vlna se následně šířila Sundským průlivem až ke 40 km vzdálenému pobřeží západní Jávy a jižní Sumatry, kam dorazila zcela bez varování asi půl hodiny po sesuvu. Zde dosahovala výšky 2 až 5 m. Zemřelo 426 osob a 14 059 jich bylo zraněno. Vlna poškodila 2 752 domů a 510 lodí. |
| 2018 | Sulawesi            | Podmořský sesuv vyvolaný zemětřesením | 5–6 m (10,7 m)          | 2 791       | Zemětřesení a tsunami na Sulawesi 2018 28. září postihlo zemětřesení (7,5 Mw) indonéský ostrov Sulawesi. Bylo vydáno varování před vlnou tsunami, s odhadovanou výškou 0,5–3 m. Po půl hodině ale bylo zrušeno. Po další hodině však město Palu zaplavuje až 6 m vysoká vlna. Zemětřesení, které by tak velké tsunami nebylo schopné způsobit, totiž spustilo podmořský sesuv půdy. Zužující se zátoka, na jejímž konci se Palu rozkládá, znásobilo efekt vlny, která zabila 2 791. Celkový počet obětí činí 4 340. |
| 2017 | Grónsko             | Sesuv půdy                            | 10 m (90 m)             | 4           | 17. června způsobilo zemětřesení v západní části Grónska sesuv (rozměry 300 × 1 100 m) svahu do fjordu Karrat. Tím se dala do pohybu vlna, s počáteční výškou 90 m. Když udeřila na 32 km vzdálenou osadu Nuugaatsiaq, její výška dosahovala zhruba 10 m. Zabila čtyři lidi, devět zranila a jedenáct budov poškodila. |
| 2016 | Nový Zéland         | Zemětřesení                           | 2,6 m (7 m)             | 0           | Zemětřesení na Novém Zélandu 2016 Nejvyšší vlny (7 m) se detekovaly v zátoce Goose. Kvůli zemětřesení (7,8 Mw) došlo k výzdvihu pobřeží (o 6 m), čímž došlo k zániku tamějšího ekosystému, závislým na přílivech a odlivech. |
| 2015 | Fjord Taan          | Sesuv půdy                            | 20–100 m (193 m)        | 0           | 17. října proběhl velký sesuvu půdy ve fjordu Taan. Vzniklo megatsunami s počáteční výškou 100 m, přičemž voda se na protějším břehu dostala až do výšky 193 m. Svým postupem fjordem se oslabila a její výška poté klesla zhruba na 20 m. |
| 2015 | Chile               | Zemětřesení                           | 1–2 m (4,5 m)           | 0           | Několik minut po zemětřesení o síle 8,3 Mw, k němuž došlo 16. září, dorazilo k chilskému pobřeží tsunami, vysoké 4,5 m. Proudící voda odnesla velké rybářské lodě do ulic města Coquimbo a místní přístav byl silně poškozen. V celém regionu bylo zničeno nejméně 500 budov. |
| 2014 | Island              | Sesuv půdy                            | 20–30 m                 | 0           | 21. července, v průběhu zemětřesného roje souvisejícím s nadcházející erupcí sopky Bárðarbunga, se sesunul asi 800 m široký úsek kaldery vulkánu Askja. Na kalderovém jezeru způsobil tsunami vysokou 20–30 metrů. Díky noční hodině nebyli přítomni žádní turisté. Zda geotermální aktivita hrála roli ohledně sesuvu, panuje nejistota. Objem přemístěné hmoty činil 30–50 milionů m³. Kvůli tomu stoupla hladina o 1–2 m. |
| 2013 | Šalomounovy ostrovy | Zemětřesení                           | 1,5 m                   | 0           | Po silném zemětřesení (8,0 Mw) zaznamenaly Šalomounovy ostrovy asi metrové tsunami, jež proniklo půl kilometru do vnitrozemí. Vlnění s amplitudou se pak hlásilo z Vanuatu (11 cm) a Nové Kaledonie (50 cm). |
| 2012 | Salvador, Nikaragua | Zemětřesení                           | (6 m)                   | 0           | 26. srpna vyvolalo zemětřesení s magnitudou 7,3 Mw 6 metrové vlny. Ty na plážích zastihly pracovníky pro ochranu životního prostředí, kteří tam sbírali želví vajíčka. Odnesly je až sto metrů do vnitrozemí a někteří z nich zůstali viset na stromech v několika metrové výšce. Bylo zraněno nejméně 40 lidí. Menší tsunami bylo zaznamenány v Nikaragui a v souostroví Galapágách. |
| 2011 | Japonsko            | Zemětřesení                           | 3–15 m (40,5 m)         | 15 889      | Zemětřesení a tsunami v Tóhoku 2011 11. března se poblíž severovýchodních japonských břehů odehrálo zemětřesení a jeho magnituda se odhaduje na 9,0–9,1 Mw. Jednalo se o největší zemětřesení detekované v Japonsku a celosvětově 4. až 5. nejsilnější ve známé historii. Pevninu pak zaplavily 10 metrové vlny. V okolí města Sendai pronikla mořská voda až 10 kilometrů do vnitrozemí. Nejvyšší vlna byla naměřena v Miyaku v prefektuře Iwate, kde dosáhla 40,5 m a zbořila tak všechny dosavadní japonské rekordy. Varování před tsunami bylo taktéž vydáno na pobřeží celého Tichého oceánu. Záchranné práce pak komplikovalo sněžení a teploty kolem bodu mrazu. Živelnou pohromu nepřežilo celkem 15 889 lidí. Celkově škody se vyčíslily na 360 miliard amerických dolarů, což z této události dělá nejdražší přírodní katastrofu. Vlny stály za jadernou havárií elektrárny Fukušima I, neboť z provozu vyřadily nouzové agregáty na chlazení reaktorů. Přehřátá jádra pak dala vzniknout plynnému vodíku, jehož exploze zničila bloky s reaktory, které se posléze roztavily a okolní oblast, včetně oceánu, byla zamořena radiací. |
| 2011 | Nový Zéland         | Zemětřesení a sesuv ledovce           | 3,5 m                   | 0           | Zhruba 200 km od epicentra zemětřesení, které 22. února postihlo Christchurch se z Tasmanova ledovce uvolnilo 30 milionů tun ledu do stejnojmenného jezera. Turistická plavidla zasáhla série 3,5 m vysokých vln. |
| 2010 | Sumatra             | Zemětřesení                           | 3–6 m (9 m)             | 408         | 25. října zasáhl západ indonéského ostrova Sumatra zemětřesení o síle 7,7 Mw, které vyvolalo lokální vlnu tsunami, která zabila nejméně 408 lidí. |
| 2010 | Chile               | Zemětřesení                           | 3 m                     | 525         | S magnitudou 8,8 Mw bylo zemětřesení z 27. února nejsilnější, které Chile postihlo od roku 1960. Zároveň šlo o největší zemětřesení mezi lety 2004 a 2011. Navzdory síle otřesů zasáhla chilské břehy vlna vysoká zhruba 3 m. Otřesy a tsunami zabily 525 lidí a způsobily vážné škody. |
| 2009 | Samojské ostrovy    | Zemětřesení                           | 4–9 m (15 m)            | 189         | Podmořské zemětřesení o síle 8,1 Mw se odehrálo v oblasti Samojských ostrovů v 06:48:11 místního času dne 29. září. Jednalo se o největší zemětřesení roku 2009. Varování před tsunami se vyhlásilo v celém jihozápadním Pacifiku. To nakonec napáchalo značné škody a ztráty na životech v Samoi, Americké Samoi a Tonze. Na pobřeží Samoi poblíž Lalomanu, zaznamenali novozélandští vědci vlny vysoké až 10–15 m. Místy se mořská voda dostala až 1,6 km do vnitrozemí. Více než 189 lidí bylo zabito, zejména dětí. Velké vlny bez větších škod byly hlášeny také na Fidži, severním pobřeží Nového Zélandu a na Cookových ostrovech. Lidé na nízko položených atolech Tokelau se preventivně přesunuli do vyšších poloh. Po překonání oceánu se v americkém státě Kalifornie, jakožto dozvuk tsunami, detekovalo vlnění s amplitudou 30 cm. |
| 2007 | Britská Kolumbie    | Sesuv půdy                            | (37,8 m)                | 0           | 4. prosince 2007 vnikl sesuv půdy do jezera Chehalis, ležící v kanadské Britské Kolumbii, což vyvolalo tsunami, které zničilo kempy a vegetaci vysoko nad úrovní hladiny. |
| 2007 | Chile               | Zemětřesení a sesuv půdy              | 6 m                     | 10          | 21. dubna vzniklo 6 metrů vysoké tsunami, následovaným po sesuvu v jednom z místních fjordů, zapříčiněným zemětřesení o síle 6,2 Mw. Vlna poškodila zařízení pro chov lososů a systémy pro výrobu pitné vody. |
| 2007 | Šalomounovy ostrovy | Zemětřesení                           | 5 m (12 m)              | 52          | 2. dubna postihlo západní část Šalomounových ostrovů zemětřesení o síle 8,1 Mw. Na ostrově Choiseul se vodní stěna o výšce 9,1 m dostala téměř 400 metrů do vnitrozemí. Největší vlny zasáhly severní cíp ostrova Simbo, kde objevily 12 m vlny a zabily 10 lidí. Varování se vyhlásilo v Japonsku, USA, na Novým Zélandu a Havaji. Tsunami usmrtilo 52 osob a desítky zranilo. Důsledkem byl exodus zhruba 5 tisíc obyvatel ze Šalomounových ostrovů. |
| 2006 | Kurilské ostrovy    | Zemětřesení                           | 1,76 m                  | 0           | 15. listopadu došlo u Kurilských ostrovů k zemětřesení o síle 8,3 Mw. Navzdory velkému zemětřesení se vytvořilo relativně malé tsunami. U japonských břehů mělo výšku 84 cm, zatímco na pevninských Spojených států amerických se naměřila 176 cm vlna. Lokální průzkumy na neobydlených Kurilských ostrovech naznačují, že v epicentrální oblasti mohly výšky vln činit 15 m a více. |
| 2006 | Jáva                | Zemětřesení                           | 5–7 m (21 m)            | 668         | Zemětřesení na Jávě (červenec 2006). Dne 17. července 2006 otřáslo Indickým oceánem, zhruba 200 km jižně od indonéského ostrova Jáva, zemětřesení o síle 7,7 Mw. Tu pak zasáhly vlny vysoké 6 m, které pronikly až 400 m do vnitrozemí. N ostrově Nusa Kambangan vystoupalo tsunami až do výšky 21 m. Zemřelo 668 osob a 299 bylo zraněno. |
| 2004 | Indický oceán       | Zemětřesení                           | 15–30 m (51 m)          | 227 898     | Zemětřesení v Indickém oceánu 2004. Příčinou tsunami bylo velmi silné zemětřesení s magnitudem 9,1–9,3 Mw, k němuž došlo ráno 26. prosince 2004. Původcem byl subdukční zlom mezi australskou a sundskou tektonickou deskou. Ten praskl v délce 1 300 km. Epicentrum se nacházelo na severu Sumatry a samotné zemětřesení trvalo výjimečně dlouho, 8,3 až 10 minut. Vyvolalo sérii vln, které zdevastovaly pobřeží Indického oceánu a zabily přibližně 227 898 lidí (z toho 167 540 v Indonésii). Co do počtu je to nejtragičtější tsunami v dějinách a jedna z nejhorších přírodních katastrof. I samotné zemětřesení bylo třetí nejsilnější, které se kdy zaznamenalo. Navýšení výšky vlny specifickou morfologií pobřeží a pobřežního dna, dosahovalo až 51 m a je to tak jedno z nejvyšších tsunami v zaznamenané historii, vyvolané zemětřesením. Pohroma si vyžádala oběti v Indonésii, Thajsku, severozápadním pobřeží Malajsie či tisíce kilometrů vzdálené Bangladéši, Indii, Srí Lanky, Maledivách, Somálsku, Keni a Tanzanii. Jelikož byl zasaženo pobřeží celého oceánu, je událost z 26. prosince názorným příkladem tzv. transoceánského tsunami, schopné urazit obrovské vzdálenosti. K nejvzdálenějšímu úmrtí, spojené s touto událostí, se odehrálo v Jihoafrické republice u města East London, více než 8 tisíc km od epicentra zemětřesení. |

### 1950–2000
| Rok  | Místo               | Příčina                        | Výška (maximální výška) | Počet obětí    | Popis |
| ---- | ------------------- | ------------------------------ | ----------------------- | -------------- | --- |
| 1999 | Marmarské moře      | Zemětřesení                    | 1–2,5 m (4 m)           | 155            | 17. srpna došlo nedaleko tureckého Istanbulu k zemětřesení s magnitudem 7,6 Mw. V Marmarském moři způsobilo tsunami vysoké 2,5 m, jež se místy zvedlo až do 4 m. 150 lidí zemřelo, když bylo město Değirmendere zaplaveno a dalších pět osob vlna smetla do moře v Ulaşlı. |
| 1998 | Papua Nová Guinea   | Zemětřesení a podmořské sesuvy | 7–10,5 m (15 m)         | 2 183 až 2 700 | 17. července se 24 km od pobřeží Papuy Nové Guineje odehrálo zemětřesení o síle 7,1 Mw. Zapříčinilo masivní podmořský sesuv, který byl hlavní spouštěčem následného tsunami. K pobřeží dorazilo za 11 minut a výška nejvyšší vlny se určila na 15 m. Zemřelo více než 2 tisíce osob. Tato tragédie zvýšila mezi vědci povědomí o potenciálu relativně slabých zemětřesení vyvolat velké tsunami, pokud způsobí podmořské sesuvy. Nyní se uznává, že takové události mohou být velmi rizikové, protože zemětřesení může být příliš malé na to, aby odborníci vydali varování před tsunami. Nebezpečné vlny by tak mohly udeřit na pobřeží zcela bez varování. |
| 1994 | Jáva                | Zemětřesení                    | 5 m (14 m)              | 250            | 3. června zemřelo dvě stě padesát lidí vinou tsunami, vyvolaném zemětřesení (7,8 Mw), jehož epicentrum bylo jižně od ostrova Jáva. Vodní stěny postihly rovněž ostrov Bali. |
| 1993 | Japonské moře       | Zemětřesení                    | 2,6–16,8 m (31,7 m)     | 230            | V 22:17 místního času dne 12. července se v Japonském moři, nedaleko jihozápadního břehu ostrova Hokaido, odehrálo zemětřesení s magnitudem 7,8 Mw. Během pěti minut vydala Japonská meteorologická agentura varování před tsunami, které bylo vysíláno na NHK, jak v japonštině, tak i v angličtině. Nicméně menší ostrov Okuširitó, situovaný nejblíže k epicentru, zaznamenal první vlny již dvě až tři minuty po otřesech. Navzdory tomu, že vesnici Aonae na nízko položeném poloostrově obklopovaly ochranné bariéry proti tsunami, byla během následujících hodin zasažena 13 vlnami. Ty přicházely z různých směrů, včetně těch, které se odrazily od přilehlého ostrova Hokaido. Tsunami si vyžádalo 197 mrtvých a 323 zraněných. Poškozeno bylo 630 km silnic a 1 729 plavidel v 80 přístavech. Celkové škody se vyšplhaly na 124,3 miliardy jenů. Kromě zemětřesení a vln působily v okolí epicentra také četné požáry. Uplynulo pouhých 10 let od posledního ničivého tsunami, které oblast poničilo. Ti, co si na událost z roku 1983 vzpomněli a evakuovali se do vyšších míst pěšky, většinou přežili. Naopak lidé, kteří k tomu použili auta, takové štěstí neměli, protože při takové blízkosti k epicentru je příchod vln v řádu pár minut. Nejvyšší zjištěná výška vzedmutí moře se určila na více než 31 metrů. Průnik moře na ostrov Okuširitó podpořil i jeho permanentní pokles o 5–80 cm. Katastrofa měla dopad ve zlepšení protiopatřeních. Například se provedla generální oprava mořských bariér na ostrově, zahrnujíc zpevnění hrází či výstavbu speciálních stavidel u ústí řek. Rovněž také byly vytvořeny nové únikové cesty a domácnostem se poskytla pomoc na nákup přijímače nouzového vysílání. |
| 1992 | Indonésie           | Zemětřesení                    | (26,2 m)                | 2 500          | Zemětřesení o síle 7,8 Mw zasáhlo ostrov Flores 12. prosince ve 13:29 místního času. Vyvolalo vlny vysoké 25 metrů, pronikající stovky metrů do vnitrozemí. Přibližně 2,5 tisíce osob bylo zabito nebo pohřešováno. Zranilo se více než 500 lidí a 90 tisíc přišlo o střechu nad hlavou. Škody dosáhly více než 100 milionů amerických dolarů. |
| 1992 | Nikaragua           | Zemětřesení                    | 3–8 m (9,9 m)           | 116            | Až 10 m tsunami následovalo 2. září (v 18:16 místního času) po zemětřesení s magnitudem 7,7 Mw. Udeřilo na západní pobřeží Nikaragui a zabilo asi 116 lidí. |
| 1983 | Japonské moře       | Zemětřesení                    | 2–11 m (14,9 m)         | 104            | Dne 26. května v 11:59 místního času došlo v Japonském moři asi 100 km od severozápadního pobřeží k zemětřesení o síle 7,7 Mw. Vlny zasáhly pobřeží prefektur Aomori a Akita, včetně poloostrova Noto a ostrova Okuširitó. |
| 1980 | Spirit (jezero)     | Sopečná erupce                 | (260 m)                 | 0              | Na jaře roku 1980 se americká sopka Mount St. Helens, nacházející se ve státě Washington, probudila po 132 let dlouhém období spánku. Jenže stoupající magma se v útrobách hory odklonilo a začalo se hromadit pod severním svahem. Ten se vyboulil směrem ven až o 150 m. 18. května 1980 (v 08:32 místního času) se celý sesunul. Ihned na to, na tomtéž místě, magma proráží na povrch v podobě silné, laterálně (bočně) směřované erupce. Vzniká masivní pyroklastický proud o teplotě 360 °C, který brzy zrychlí a na krátko dosáhne dokonce i rychlosti zvuku. Během několika minut zničí severní úpatí až do vzdálenosti 30 km. Úplně zpustošená oblast zaujímala plochu 600 km². Jezero Spirit se nacházelo přímo v dráze, jak sesuvu, tak pyroklastického proudu. Když k němu dorazily, vzniklo megatsunami vysoké 180–260 m. Masa vody při nárazu na protější břehy vystoupala po horských svazích na severním pobřeží a smetla tamější vrostlý les. Vracející se voda poté stáhla kmeny stromů zpět do jezera. Ty dodnes plavou na jeho hladině a zabírají zhruba 40% jeho rozlohy. Depozita sesuvu a vulkanického materiálu snížila objem Spiritu o přibližně 56 milionů m³. Stejný materiál zablokoval jeho přirozený odvod vody. Nadmořská výška hladiny se zanesením zvedla o 60–63 m. Plocha jezera ze zvětšila z 5,26 km² na 8,9 km², kdežto maximální hloubka se z původních 58 m snížila na 34 m. Bezprostředně po sesuvu a pyroklastickém proudu nastala u sopky pliniovská erupce s indexem VEI 5. Zemřelo 57 osob, včetně známého místního usedlíka Harryho R. Trumana odmítajícího evakuaci, který žil na jihozápadním břehu jezera.                                                                        |
| 1979 | Kolumbie            | Zemětřesení                    | (6 m)                   | 300 až 600     | K zemětřesení o síle 8,1 Mw došlo 12. prosince. Tichomořské pobřeží podél Kolumbie a Ekvádoru posléze zasáhla vlna a zničila nejméně šest rybářských vesnic. Zemřely stovky osob. |
| 1976 | Filipíny            | Zemětřesení                    | 3–5 m (9 m)             | 5 000 až 8 000 | Dne 16. srpna v 0:11 zasáhlo zemětřesení s magnitudem 7,9 Mw ostrov Mindanao na Filipínách. Výsledné tsunami zdevastovalo více než 700 km pobřeží hraničícího se zálivem Moro v severním Celebeském moři. Odhadované oběti zahrnovaly 5–8 tisíc mrtvých, 2 200 nezvěstných, 9 500 zraněných a 93 500 lidí zůstalo bez domova. Nejvyšší vlny s výškou 9 m se zaznamenaly u Lebaku na západě Mindanaa. Jedná se o jednu z nejhorších přírodních pohrom na území Filipín. |
| 1969 | Portugalsko, Maroko | Zemětřesení                    | 1,1 m                   | 0              | Zemětřesení o síle 7,8 Mw, k němuž došlo ve východní části Atlantského oceánu mezi Marokem a Portugalskem. |
| 1965 | Aljaška             | Zemětřesení                    | 1,1–2 m (10,7 m)        | 0              | Na ostrově Shemya dosáhly vlny do výšky 10,7 m. Na Havajském souostroví to bylo 1,1 m. Pozorovány byly rovněž na pobřeží Jižní Ameriky. |
| 1964 | Japonsko            | Zemětřesení                    | 1–4 m (6 m)             | 36             | Tsunami k městu Niigata dorazilo přibližně 15 minut po zemětřesení. Měřilo 3 m v přístavu Ryōtsu, 4 m v přístavu Shiotani a 2 m v Naoetsu. Bylo také hlášeno, že na některých místech dosáhlo 6 m. Na mnoha místech byla první vlna nejvyšší, ovšem jinde to byla údajně třetí. Série vln přicházely v intervalu 20 až 50 minut. V některých oblastech zůstávala místa zaplavená až po dobu jednoho měsíce po katastrofě. |
| 1964 | Tichý oceán         | Zemětřesení                    | 8,2 m (67 m)            | 131            | Zemětřesení na Aljašce o síle 9,2 Mw, které trvalo 4 minuty a 38 sekund, je druhé nejsilnější na světě, jež se vůbec zaznamenalo. V rámci Severní Ameriky patří k tomu nejsilnějšímu. Délka prasklé části zlomu dosahovala 970 km, přičemž se posunula o 18 m. Maximální výška tsunami dosáhla v zátoce Shoup Bay až 67 m. Kanada hlásila 1,4 metrové vlny. Na pobřeží USA zemřelo 15 osob, 11 v Kalifornii a 4 děti v Oregonu. Tsunami se vyžádalo život více než sta lidí. |
| 1963 | Řeka Vajont         | Sesuv                          | (260 m)                 | 1 917          | V létě 1960, již několik měsíců po naplnění nejvyšší přehradní nádrže v Evropě, se objevovaly první drobné sesuvy půdy a pohyby země. 4. listopadu (při výšce hladiny 190 m z plánovaných 262 m) se do přehrady sesunul sesuv o objemu 800 tisíc m³. Další sesuvy rozdělily horu Monte Toc na dvě části. V červenci 1962 inženýři informovali o modelových experimentech, podle nichž by potenciální sesuv vyvolal vlnu vysokou 20 m. Pokud by hladina byla více než 25 m pod maximální úrovní, nepřetekla by přes korunu hráze. Na to však nebyl brán zřetel, protože inženýři si mysleli, že mohou kontrolovat rychlost sesuvu pomocí řízeného kolísání výšky hladiny. Během léta 1963, kdy přehrada Vajont byla téměř zcela plná, znepokojené obyvatelstvo nepřetržitě hlásilo sesuvy, otřesy a pohyby země. Za jeden den se hora Monte Toc posunula takřka o 1 metr. 9. října 1963 v 22:39 místního času se jižního úbočí Monte Toc v délce 2 km sesunulo rychlostí 110 km/h. Objem uvolněné hmoty se odhaduje na 260 milionů m³, což je víc než objem samotného přehradního jezera. Vzniklo megatsunami vysoké 260 m, které se vydalo, jak proti proudu, tak směrem po proudu. Zhruba 50 milionů kubíků se přelilo přes hráz přehrady Vajont. Pod ní vyhloubilo při dopadu kráter široký 80 m a hluboký 60 m. Masa vody téměř úplně zničila nic netušící město Longarone. Povodňová vlna rovněž zasáhla i sousední města jako Pirago, Rivalta, Villanova a Faè. Celkem zahynulo zhruba 2 tisíce osob. Statika hráze zůstala netknutá, ačkoliv došlo k odplavení metru její koruny. Longarone a další vesnice v údolí řeky Piavy byly přestavěny.                                                                              |
| 1960 | Tichý oceán         | Zemětřesení                    | 1,6–10,5 m (25 m)       | 1 000 až 6 000 | Nejsilnější zaznamenané zemětřesení v dějinách, jehož magnitudo dosáhlo 9,6 Mw, se odehrálo 22. května v Chile. Délka jeho trvání byla 10 minut. V okolí epicentra dosahovaly některé vlny výšky až 25 m. V jižní části země způsobily obrovské ztráty na lidských životech. Tsunami se poté rychlostí 900 km/h vydalo napříč Tichým oceánem a udeřilo na celém jeho pobřeží, včetně Chile, Havaje, Japonska, Filipín, Číny, Nového Zélandu, Austrálie a Aljašky. 10 metrové vlny zdevastovaly havajské Hilo a zabily tam 61 lidí. Silný úder pocítilo rovněž Japonsko, nacházející se na opačném konci oceánu. Zemřelo v něm 142 osob a dalších 855 bylo zraněno. Vlny tam poškodily 46 tisíc budov, 2,5 tisíce plavidel a celkem postihly až 148 tisíc obyvatel. Celkem mohlo zemřít až 6 tisíc lidí. Škody se odhadují na 800 milionů amerických dolarů, což by v roce 2020 po započítání inflace činilo již 7 miliard dolarů. |
| 1958 | Lituya Bay          | Sesuv                          | 8–183 m (524 m)         | 5              | Zemětřesení s magnitudem 7,8 Mw způsobilo na Aljašce v neobydlené zátoce Lituya Bay masivní sesuv. Více než 30 milionů kubických metrů hornin dopadlo z výšky několik set metrů do jejích vod. Vzniklo několik set metrů vysoké megatsunami. Masa vody díky své hybnosti vystoupala po protějším svahu až do výšky 524 m. Jedná se o nejvyšší zaznamenanou vlnu v historii. S rostoucí vzdáleností od místa vzniku začala její výška prudce klesat. Většinu pobřeží 12 km dlouhé zátoky zasáhlo tsunami menší než 70 metrů, přičemž u jejího ústí do Tichého oceánu měřila zhruba 9 m. Navzdory odlehlosti oblasti bylo zabito celkem 5 lidí. Jedinečnou událost bez zranění přežil jeden rybář se svým sedmiletým synem, když jejich plavidlo vlna zvedla desítky metrů do vzduchu a poté se sneslo zpět na hladinu. Průchod obří vlny zbavil pobřeží zátoky vegetace, přičemž rozhraní starších a mladých stromů je viditelné i dodnes. Vědce nějakou dobu mátl objem přemístěné vody, jenž převyšoval objem samotného sesuvu. Pozdější modelování a počítačové simulace ukázaly, že sesuv s sebou nesl kapsu vzduchu. Vzájemné spolupůsobením pak vytlačilo výsledný objem vody. |
| 1956 | Egejské moře        | Zemětřesení a podmořské sesuvy | (30 m)                  | 53             | Po nejsilnějším řeckém zemětřesení (7,7 Mw) v 20. století, které zasáhlo jižní část Egejského moře, se dalo do pohybu tsunami, pravděpodobně vyvolané podmořskými sesuvy. Nejvyšší vlny se zjistily na jižním pobřeží ostrova Amorgos, kde se zvedly až 30 m vysoko. |
| 1952 | Kamčatka            | Zemětřesení                    | 15–18 m                 | 2 336          | Tsunami byla vyvolaná podmořským zemětřesením s magnitudem 9,0 Mw, pátým největším zaznamenaným zemětřesením od roku 1900. Město Severo-Kurilsk zasáhly tři vlny s výškou 15–18 metrů. Po otřesech většina obyvatel uprchla do okolních kopců, kde unikla první vlně. Většina z nich se však vrátila do města a zabil je příchod druhé. Podle úřadů zemřelo z 6 tisíc obyvatel 2 336 lidí. Přeživší byli evakuováni do kontinentálního Ruska. Město bylo poté přestavěno na jiném místě. |

### 1900–1950
| Rok  | Místo              | Příčina                               | Výška (maximální výška) | Počet obětí        | Popis |
| ---- | ------------------ | ------------------------------------- | ----------------------- | ------------------ | ----- |
| 1946 | Aleutské ostrovy   | Zemětřesení                           | 4,5–17 m (35 m)         | 165 až 173         |       |
| 1946 | Japonsko           | Zemětřesení                           | 0,8–6 m (6,6 m)         | 1 362              |       |
| 1945 | Arabské moře       | Zemětřesení                           | 11–11,5 m (17 m)        | 300 až 4 000       |       |
| 1944 | Japonsko           | Zemětřesení                           | 1,5–6,3 m (9 m)         | 3 358              |       |
| 1936 | Lituya Bay         | Není známo                            | 30–76 m (149 m)         | 0                  |       |
| 1936 | Lovatnet           | Sesuv                                 | - m (70 m)              | 74                 |       |
| 1934 | Tafjorden          | Sesuv                                 | 7–16 m (62 m)           | 40                 |       |
| 1933 | Japonsko           | Zemětřesení                           | - m (28,7 m)            | 1 522              |       |
| 1932 | Mexiko             | Zemětřesení                           | 3 m (13 m)              | 431                |       |
| 1930 | Myanmar            | Zemětřesení                           | - m (1 m)               | 500 až 7 000       |       |
| 1929 | Newfoundland       | Podmořský sesuv vyvolaný zemětřesením | 3–8 m (13 m)            | 27 až 28           |       |
| 1923 | Japonsko           | Zemětřesení                           | 1–9 m (12 m)            | 105 385 až 142 800 |       |
| 1918 | Portoriko          | Podmořský sesuv vyvolaný zemětřesením | 4,5–5,2 m (6 m)         | 76 až 118          |       |
| 1908 | Itálie             | Podmořský sesuv vyvolaný zemětřesením | 6–12 m (13 m)           | 75 000 až 82 000   |       |
| 1907 | Sumatra            | Zemětřesení                           | 7 m (15 m)              | 2 188              |       |
| 1906 | Kolumbie, Ekvádor  | Zemětřesení                           | - m (6 m)               | 1 000              |       |
| 1905 | Disenchantment Bay | Sesuv ledovce                         | 5–6 m (35 m)            | 0                  |       |
| 1905 | Lovatnet           | Sesuv                                 | - m (40 m)              | 61                 |       |

### 1800–1900
| Rok       | Místo            | Příčina                 | Výška (maximální výška)    | Počet obětí    | Popis |
| --------- | ---------------- | ----------------------- | -------------------------- | -------------- | ----- |
| 1896      | Japonsko         | Zemětřesení             | 3–22 m (38,2 m)            | 21 915         |       |
| 1988      | Ritter           | Sesuv sopečného ostrova | 1–15 m (20 m)              | 500 až 3 000   |       |
| 1883      | Sundský průliv   | Sopečná erupce          | 15–35 m (46 m)             | 36 417         |       |
| 1881      | Bengálský záliv  | Zemětřesení             | (1,22 m)                   | 0              |       |
| 1877      | Chile            | Zemětřesení             | 10–15 m (23 m)             | 2 385          |       |
| 1874 (?)  | Lituya Bay       | Sesuv                   | (24 m)                     | 0              |       |
| 1868      | Chile            | Zemětřesení             | 5–12 m (16 m)              | +25 000        |       |
| 1868      | Havaj            | Zemětřesení             | (15 m)                     | 77             |       |
| 1867      | Tchaj-wan        | Zemětřesení             | 2–6 m (15 m)               | +580           |       |
| 1867      | Panenské ostrovy | Zemětřesení             | 1–15 m (18,3 m)            | 50             |       |
| 1855      | Japonsko         | Zemětřesení             | ?                          | +4 000         |       |
| 1854      | Japonsko         | Zemětřesení             | 4–6; 3–15 m (16,5; 16,1 m) | +2 000; +3 000 |       |
| 1853/1854 | Lituya Bay       | Sesuv                   | (120 m)                    | 0              |       |
| 1833      | Sumatra          | Zemětřesení             | ?                          | ?              |       |
| 1819      | Indie            | Zemětřesení             | ?                          | +1 500         |       |
| 1815      | Tambora          | Sopečná erupce          | 2 m (4 m)                  | 4 600          |       |
| 1812      | Kalifornie       | Zemětřesení nebo sesuv  | 3–4 m (15,2 m)             | 2              |       |
| 1806      | Lauerzersee      | Sesuv                   | (20 m)                     | 457            |       |

### 1700–1800
| Rok  | Místo            | Příčina                | Výška (maximální výška) | Počet obětí      | Popis |
| ---- | ---------------- | ---------------------- | ----------------------- | ---------------- | ----- |
| 1797 | Sumatra          | Zemětřesení            | 5–10 m                  | ?                |       |
| 1792 | Japonsko         | Sesuv sopečného tělesa | (100 m)                 | 15 000           |       |
| 1783 | Itálie           | Zemětřesení            | ?                       | 32 000 až 50 000 |       |
| 1781 | Tchaj-wan        | ?                      | 3 m                     | ?                |       |
| 1771 | Rjúkjú           | Zemětřesení            | 4–25 m (30 m)           | 13 486           |       |
| 1762 | Barma, Bangladéš | Zemětřesení            | ?                       | +200             |       |
| 1761 | Lisabon          | Zemětřesení            | 0,3–1,8 m (2,4 m)       | ?                |       |
| 1756 | Norsko           | Sesuv                  | (50 m)                  | 32               |       |
| 1755 | Lisabon          | Zemětřesení            | 3–20 m (30 m)           | 12 000 až 50 000 |       |
| 1741 | Japonsko         | Sesuv sopečného tělesa | 3–34 m (90 m)           | 1 467 až 2 033   |       |
| 1731 | Norsko           | Sesuv                  | (100 m)                 | 17               |       |
| 1707 | Japonsko         | Zemětřesení            | 7,7–23 m (25,7 m)       | +5 000           |       |
| 1700 | USA              | Zemětřesení            | (24–30 m)               | ?                |       |